# Браян Мерфі
Браян Мерфі (англ. Brian Murphy; нар. 7 травня 1983, Вотерфорд) — ірландський футболіст, воротар клубу «Квінз Парк Рейнджерс».

## Ігрова кар'єра
Народився 7 травня 1983 року в місті Вотерфорд. Вихованець футбольної школи клубу «Манчестер Сіті».
2003 року на правах оренди виступав за «Олдем Атлетик» та «Пітерборо Юнайтед».
Своєю грою привернув увагу представників тренерського штабу «Свонсі Сіті», до складу якого приєднався 2003 року. Відіграв за валійську команду наступні три сезони своєї ігрової кар'єри, проте і тут стати основним голкіпером не зміг.
2007 року Мерфі повернувся на Батьківщину і уклав контракт з клубом «Богеміан», у складі якого провів наступні три роки своєї кар'єри гравця. Більшість часу, проведеного у складі «Богеміана», був основним голкіпером команди і допоміг команді 2008 року виграти кубок Ірландії та чемпіонат країни, а наступного року — кубок ірландської ліги і знову чемпіонат.
Протягом 2010–2011 років захищав кольори команди клубу «Іпсвіч Таун».
До складу клубу «Квінз Парк Рейнджерс» приєднався 2011 року, проте і тут повністю програв конкуренцію за місце у воротах досвідченим Жуліо Сезару та Роберту Гріну.

## Виступи за збірну
2002 року у складі юнацької збірної Ірландії (U-19) був учасником чемпіонату Європи в Норвегії серед однолітків.

## Титули і досягнення
- Володар Кубка Ірландії (1):

«Богеміан»: 2008
- Володар Кубка ірландської ліги (1):

«Богеміан»: 2009
- Чемпіон Ірландії (2):

«Богеміан»: 2008, 2009